# フォンボニ県
フォンボニ県（フォンボニけん、フランス語: Préfecture de Fomboni）はコモロ・モヘリ島の県。島の北部に位置する。県庁所在地は島の中心地でもあるフォンボニ。
面積は約76平方キロメートル、人口は約3万人（2017年国勢調査）。

## コミューン
3コミューンから成り立つ。
- フォンボニ
- モイリ・ムジニ（フランス語版）
- モワンバッサ（フランス語版）